# Mistrzostwa Świata w Lekkoatletyce 2011 – maraton mężczyzn
Maraton mężczyzn – jedna z konkurencji rozgrywanych podczas lekkoatletycznych mistrzostw świata w Daegu. 
Obrońcą tytułu mistrzowskiego z 2009 roku był Kenijczyk Abel Kirui.

## Terminarz
| Data       | Godzina |       |
| ---------- | ------- | ----- |
| 4 września | 09:00   | Finał |

## Rekordy
Tabela prezentuje rekord świata, rekordy poszczególnych kontynentów, mistrzostw świata, a także najlepszy rezultat na świecie w sezonie 2011 przed rozpoczęciem mistrzostw.
|                                                | Zawodnik                            | Wynik   | Miejsce      | Data                                       |
| ---------------------------------------------- | ----------------------------------- | ------- | ------------ | ------------------------------------------ |
| Rekord świata                                  | Haile Gebrselassie                  | 2:03:58 | Berlin       | 28 września 2008(dts)                      |
| Listy światowe                                 | Emmanuel Kipchirchir Mutai          | 2:04:40 | Londyn       | 17 kwietnia 2011(dts)                      |
| Rekord mistrzostw świata                       | Abel Kirui                          | 2:06:54 | Berlin       | 22 sierpnia 2009(dts)                      |
| Rekord Afryki                                  | Haile Gebrselassie                  | 2:03:58 | Berlin       | 28 września 2008(dts)                      |
| Rekord Azji                                    | Toshinari Takaoka                   | 2:06:16 | Chicago      | 17 października 2000(dts)                  |
| Rekord Ameryki Północnej, Środkowej i Karaibów | Khalid Khannouchi                   | 2:05:38 | Londyn       | 14 kwietnia 2002(dts)                      |
| Rekord Ameryki Południowej                     | Ronaldo da Costa                    | 2:06:05 | Berlin       | 20 września 1998(dts)                      |
| Rekord Europy                                  | António Pinto Benoît Zwierzchiewski | 2:06:36 | Londyn Paryż | 16 kwietnia 2000(dts) 6 kwietnia 2003(dts) |
| Rekord Australii i Oceanii                     | Robert de Castella                  | 2:07:51 | Boston       | 21 kwietnia 1986(dts)                      |

## Rezultaty

### Finał
| Poz. | Zawodnik                  | Reprezentacja                 | Czas    | Uwagi                     |
| ---- | ------------------------- | ----------------------------- | ------- | ------------------------- |
|      | Abel Kirui                | Kenia                         | 2:07:28 | Najlepszy wynik w sezonie |
|      | Vincent Kipruto           | Kenia                         | 2:10:06 |                           |
|      | Feyisa Lilesa             | Etiopia                       | 2:10:32 | Najlepszy wynik w sezonie |
| 4    | Abderrahime Bouramdane    | Maroko                        | 2:10:55 |                           |
| 5    | David Barmasai Tumo       | Kenia                         | 2:11:39 |                           |
| 6    | Eliud Kiptanui            | Kenia                         | 2:11:50 |                           |
| 7    | Hiroyuki Horibata         | Japonia                       | 2:11:52 |                           |
| 8    | Ruggero Pertile           | Włochy                        | 2:11:57 |                           |
| 9    | Stephen Kiprotich         | Uganda                        | 2:12:57 |                           |
| 10   | Kentaro Nakamoto          | Japonia                       | 2:13:10 |                           |
| 11   | Rachid Kisri              | Maroko                        | 2:13:24 |                           |
| 12   | Eshetu Wendimu            | Etiopia                       | 2:13:37 |                           |
| 13   | Marius Ionescu            | Rumunia                       | 2:15:32 | Rekord życiowy            |
| 14   | Dong Guojian              | Chiny                         | 2:15:45 | Najlepszy wynik w sezonie |
| 15   | David Webb                | Wielka Brytania               | 2:15:48 | Najlepszy wynik w sezonie |
| 16   | Cuthbert Nyasango         | Zimbabwe                      | 2:15:56 | Najlepszy wynik w sezonie |
| 17   | Beraki Beyene             | Erytrea                       | 2:16:03 | Najlepszy wynik w sezonie |
| 18   | Yuki Kawauchi             | Japonia                       | 2:16:11 |                           |
| 19   | Aleksiej Sokołow          | Rosja                         | 2:16:23 |                           |
| 20   | Bat-Ocziryn Ser-Od        | Mongolia                      | 2:16:41 |                           |
| 21   | Aleksiej Sokołow          | Rosja                         | 2:16:48 |                           |
| 22   | Lee Merrien               | Wielka Brytania               | 2:16:59 |                           |
| 23   | Jeong Jin-hyeok           | Korea Południowa              | 2:17:04 |                           |
| 24   | Li Zicheng                | Chiny                         | 2:17:35 |                           |
| 25   | José Manuel Martínez      | Hiszpania                     | 2:17:44 |                           |
| 26   | Rafael Iglesias           | Hiszpania                     | 2:17:45 | Najlepszy wynik w sezonie |
| 27   | Ahmed Baday               | Maroko                        | 2:17:59 |                           |
| 28   | Lee Myong-seung           | Korea Południowa              | 2:18:05 |                           |
| 29   | Yoshinori Oda             | Japonia                       | 2:18:05 |                           |
| 30   | Pablo Villalobos          | Hiszpania                     | 2:18:12 |                           |
| 31   | Mike Morgan               | Stany Zjednoczone             | 2:18:30 | Najlepszy wynik w sezonie |
| 32   | Urige Buta                | Norwegia                      | 2:20:16 |                           |
| 33   | Wu Shiwei                 | Chiny                         | 2:21:12 |                           |
| 34   | Jesper Faurschou          | Dania                         | 2:21:15 |                           |
| 35   | Hwang Jun-hyeon           | Korea Południowa              | 2:21:54 | Najlepszy wynik w sezonie |
| 36   | Mike Tebulo               | Malawi                        | 2:22:45 | Najlepszy wynik w sezonie |
| 37   | Mike Sayenko              | Stany Zjednoczone             | 2:22:49 | Najlepszy wynik w sezonie |
| 38   | Yukihiro Kitaoka          | Japonia                       | 2:23:11 | Najlepszy wynik w sezonie |
| 39   | Jeff Eggleston            | Stany Zjednoczone             | 2:23:33 |                           |
| 40   | Hwang Jun-suk             | Korea Południowa              | 2:23:47 |                           |
| 41   | Nicholas Arciniaga        | Stany Zjednoczone             | 2:24:06 |                           |
| 42   | Anton Kosmac              | Słowenia                      | 2:24:16 |                           |
| 43   | Samuel Goitom             | Erytrea                       | 2:25:42 | Najlepszy wynik w sezonie |
| 44   | Kim Min                   | Korea Południowa              | 2:27:20 | Najlepszy wynik w sezonie |
| 45   | Sergio Reyes              | Stany Zjednoczone             | 2:29:15 | Najlepszy wynik w sezonie |
| 46   | Coolboy Ngamole           | Południowa Afryka             | 2:30:01 |                           |
| 47   | Bekir Karayel             | Turcja                        | 2:33:20 | Najlepszy wynik w sezonie |
| 48   | Ruben Sanca               | Republika Zielonego Przylądka | 2:34:40 |                           |
| 49   | Jhon Lennon Casallo       | Peru                          | 2:36:43 |                           |
| 50   | Modike Lucky Mohale       | Południowa Afryka             | 2:38:22 | Najlepszy wynik w sezonie |
| 51   | Sangay Wangchuk           | Bhutan                        | 2:38:33 | Rekord kraju              |
| -    | Jeff Hunt                 | Australia                     | DNF     |                           |
| -    | Khalid Kamal Yaseen       | Brunei                        | DNF     |                           |
| -    | Yared Asmerom             | Erytrea                       | DNF     |                           |
| -    | Yonas Kifle               | Erytrea                       | DNF     |                           |
| -    | Michael Tesfay            | Erytrea                       | DNF     |                           |
| -    | Chala Dechase             | Etiopia                       | DNF     |                           |
| -    | Gebregziabher Gebremariam | Etiopia                       | DNF     |                           |
| -    | Bazu Worku                | Etiopia                       | DNF     |                           |
| -    | Zohar Zemiro              | Izrael                        | DNF     |                           |
| -    | Benjamin Kolum Kiptoo     | Kenia                         | DNF     |                           |
| -    | Ali Mabrouk El Zaidi      | Libia                         | DNF     |                           |
| -    | Adil Ennani               | Maroko                        | DNF     |                           |
| -    | Abderrahim Goumri         | Maroko                        | DNF     |                           |
| -    | David Ngakane             | Południowa Afryka             | DNF     |                           |
| -    | Daniel Kipkorir Chepyegon | Uganda                        | DNF     |                           |
| -    | Nicholas Kiprono          | Uganda                        | DNF     |                           |